# Monhystera brevicollis
Monhystera brevicollis is een rondwormensoort uit de familie van de Monhysteridae. De wetenschappelijke naam van de soort is voor het eerst geldig gepubliceerd in 1894 door Cobb.